# Prawo i Sprawiedliwość
Prawo i Sprawiedliwość (anhörenⓘ, Kurzbezeichnung PiS), deutsch Recht und Gerechtigkeit, ist eine politische Partei in Polen. Sie ist gemäßigt EU-skeptisch und wird als nationalkonservativ, christdemokratisch und (rechts-)populistisch charakterisiert. In Wahlkämpfen greift sie auch auf germanophobe Elemente zurück.
PiS wurde im Jahre 2001 vom damaligen Justizminister Lech Kaczyński und seinem Zwillingsbruder Jarosław Kaczyński gegründet. Der PiS schlossen sich weitere Politiker an, die größtenteils aus der zerfallenden bürgerlich-konservativen Wahlaktion Solidarność (AWS) und der katholisch-nationalistischen Bewegung für den Wiederaufbau Polens (ROP) kamen. Ihr Fokus lag auf Law-and-Order-Politik, das heißt dem Versprechen einer intensiveren und schärferen Bekämpfung von Kriminalität und Korruption.
Die PiS stellte bisher zweimal, vom 31. Oktober 2005 bis zum 16. November 2007 sowie vom 16. November 2015 bis zum 13. Dezember 2023, die polnische Regierung.
Auf europäischer Ebene war die PiS bis zur Europawahl 2009 führendes Mitglied der nationalkonservativen Europapartei Allianz für ein Europa der Nationen (AEN) und der Europaparlamentsfraktion Union für ein Europa der Nationen (UEN). Danach beteiligte sie sich an der Gründung der neuen konservativ-europaskeptischen Fraktion Europäische Konservative und Reformer (EKR) sowie der Partei Allianz der Konservativen und Reformer in Europa (ACRE).

## Inhaltliches Profil

### Innenpolitik
Programmatisch betont sie den Ausbau der inneren Sicherheit durch die Verschärfung der Strafgesetze und den Kampf gegen Korruption. Die Partei spricht sich für die Veröffentlichung der Vermögensverhältnisse von Politikern und Beamten aus. Zur Parlamentswahl 2005 wurde eine neue Verfassung (IV Rzeczpospolita; „Vierte Republik“) vorgestellt, welche die infolge des durchgeführten Transformationsprozesses angeblich weiterhin bestehenden kommunistischen Seilschaften beenden sollte.
Auch die Einführung der Todesstrafe, die Bekanntmachung aller kommunistischen Geheimagenten und ein semipräsidentielles Regierungssystem waren Programmpunkte. Bisher kam es jedoch zu keiner Umsetzung dieser Postulate.
Die PiS tritt für traditionelle Werte ein und vertritt meist Positionen, die denen der katholischen Kirche nahestehen. Sie spricht sich gegen die Legalisierung der Sterbehilfe, Abtreibung sowie die Gleichstellung homosexueller Partnerschaften aus.
Auch in dem Verfassungsprojekt aus dem Jahr 2010 werden dem Präsidenten mehr Kompetenzen zugeschrieben. Er könnte beispielsweise den Vorsitzenden und Stellvertretenden des Verfassungsgerichtshofes eigenständig wählen. Sollte das Staatsoberhaupt ein Gesetz nicht akzeptieren, könnte er ein Referendum veranlassen und bei positivem Ausgang Neuwahlen beantragen. Weiterhin hätte er die Möglichkeit, Dekrete zu erlassen. Das Quorum für Referenden soll von derzeit 50 % auf 30 % herabgesetzt werden. Die Einführung eingetragener Partnerschaft wäre verfassungswidrig. Im Wahlprogramm des Jahres 2014 soll der Ministerpräsident mehr Befugnisse erhalten. Bei wichtigen Staatsangelegenheiten könnte er seinen Ministern bindende Aufträge erteilen. Der Justizminister soll zugleich Generalstaatsanwalt sein. Der Anteil ausländischer Medien soll anhand eines Anti-Monopolgesetzes reguliert werden. Das Bildungswesen soll dahingehend verändert werden, dass eine Auflösung der Gymnasien erfolgt und somit die im Jahr 1999 durchgeführte Schulreform rückgängig gemacht wird. Ein allgemeiner und kostenloser Zugang zur Vorschulerziehung wird befürwortet.
Im Zuge der Parlamentswahl in Polen am 25. Oktober 2015 trat die Partei mit dem Wahlslogan „dobra zmiana“ (deutsch: gute Veränderung) an.
Ende Juni 2024 stimmte der überwiegende Teil der Parlamentsabgeordneten (94) von PiS mit Kaczyński einer Verschärfung des Vergewaltigungsparagraphen zu, derzufolge ein jeder Geschlechtsakt ohne Zustimmung als Tatbestand zu werten ist. Demgegenüber enthielten sich 47; 22 PiS-Parlamentarier stimmten dagegen. Unter rechten Kommentatoren wurde dies kontrovers aufgenommen.

### Wirtschaft
In der Wirtschafts- und Sozialpolitik hat Recht und Gerechtigkeit ein wohlfahrtsstaatliches Programm. Ihrer Ansicht nach soll der Staat eine regulierende und intervenierende Rolle auf Wirtschaft und Gesellschaft einnehmen, um das Nationaleinkommen gleichmäßiger zu verteilen. Die Partei verspricht ein „solidarisches Polen“ – ein Konzept, das man dem Konzept eines „liberalen Polen“ der Bürgerplattform gegenüberstellen kann. Während letztere 2005 noch für eine Flat Tax eintrat, befürwortet PiS eine dritte Einkommensteuerstufe (39 %) für Personen mit einem Einkommen von über 300.000 Złoty. Es soll eine verringerte Körperschaftsteuer in Höhe von 15 % für Kleinunternehmen eingeführt werden. Bei der Rentenversicherung sollen die Bürger eine Auswahl zwischen dem privaten Rentenfonds (OFE) und dem staatlichen Umlagesystem (ZUS) haben.
Die vollständige Anmeldung von Geschäftstätigkeit soll erst nach Erwirtschaftung von Einkommen obligatorisch sein. Zusätzlich wären Sozialversicherungsbeiträge und Steuern erst nach 18 oder 24 Monaten abzuführen. Für Start-up-Unternehmen mit einer negativen Bonität soll eine staatliche Förderbank nach Analyse des Geschäftsmodells gegebenenfalls zinsgünstige Kredite vergeben. Weiterhin wird ein familienfreundlicheres Steuermodell angestrebt.
PiS spricht sich gegen die Privatisierung von strategisch wichtigen Staatsunternehmen aus. Zur Bekämpfung der Jugendarbeitslosigkeit sollen die Rentenbeiträge für junge Arbeiter um 50 % reduziert werden. Unternehmen in wirtschaftlich schwachen Regionen sollen vom Staat gefördert werden.
Die PiS-Partei versprach vor der Parlamentswahl 2015 zum alten Renteneintrittsalter von 65 Jahren für Männer und 60 Jahren für Frauen zurückzukehren, den Steuerfreibetrag auf 8000 Złoty zu erhöhen und ein Kindergeld von 500 Złoty ab dem zweiten Kind (bei einkommensschwachen Familien bereits ab dem ersten Kind) einzuführen. Der Mehrwertsteuersatz soll auf 22 % abgesenkt werden. Die Partei geht von einer jährlichen Mehrbelastung von 39 Mrd. Złoty für den Staatshaushalt aus. Zur Gegenfinanzierung wurde die Beseitigung von Steuerschlupflöchern genannt. Kritiker werfen der PiS eine geschönte Einnahmen-Ausgaben-Rechnung vor.
Während eines Parteitags im September wurden die federführenden Wahlkampfversprechen um kostenlose Arzneimittel für Senioren (ab dem 75. Lebensjahr), ein Stundenmindestlohn von 12 Złoty und die Bevorzugung von heimischen Unternehmen bei lokalen Ausschreibungen erweitert. Das Gesundheitssystem soll direkt aus dem Staatshaushalt finanziert werden, was die Abschaffung des Nationalen Gesundheitsfonds bedeutet.

### Außen- und Europapolitik
Das außen- und europapolitische Programm von Recht und Gerechtigkeit betont die nationale Souveränität und eine Politik zum eigenen Vorteil Polens. PiS gilt als proamerikanisch, aber teilweise europaskeptisch und steht Deutschland und Russland kritisch gegenüber.
Den Beitritt Polens zur Europäischen Union lehnte die PiS zwar nicht ab, erklärte aber, die Eigenständigkeit Polens zu schützen, soweit es um die Themen „Schutz des Lebens“ (Abtreibung und Sterbehilfe), Ehe, Familie und Erziehung gehe.
Eine europäische Integration wünscht sich die Partei hingegen in den Bereichen Sicherheitspolitik und Verteidigung sowie Energiesicherheit. Der damalige Präsident und vorherige Europa-Abgeordnete der PiS Andrzej Duda spricht sich für eine von Jean-Claude Juncker vorgeschlagene europäische Armee aus, solange sie die NATO nicht schwächt. PiS ist gegen eine von der Europäischen Union vorgeschlagene Quote zur Verteilung von Flüchtlingen auf die Mitgliedsstaaten, sie spricht sich für eine souveräne Entscheidung diesbezüglich aus.
Die Partei kritisiert eine mangelnde Solidarität Deutschlands gegenüber der Europäischen Union, wenn es zum Beispiel um den Bau der Nord-Stream-Pipeline geht.
Die Partei lehnte den Vertrag über eine Verfassung für Europa von 2004 ab und verteidigte den damals noch geltenden Vertrag von Nizza. Hauptstreitpunkt war das vom Verfassungsvertrag vorgesehene Verfahren der Doppelten Mehrheit im EU-Ministerrat. Stattdessen machte sich die PiS-geführte Regierung Mitte 2007 für eine Quadratwurzel-Formel stark, die zu einem geringeren Stimmgewicht der größten Mitgliedstaaten geführt hätte, sich aber nicht durchsetzen ließ. Dem Vertrag von Lissabon stimmte PiS dann aber mehrheitlich zu. In den damaligen Verhandlungen bestand die damalige PiS-Regierung, neben Großbritannien auf Ausnahmeregelungen (Opt-out), wodurch die Grundrechtecharta in diesen Ländern nur teilweise anwendbar ist. Unter PiS-Führung trat Polen innerhalb der EU als Fürsprecher der Interessen der östlichen Partner und potentiellen Beitrittskandidaten Ukraine, Moldau und Belarus auf.
Die PiS-geführte Regierung von Kazimierz Marcinkiewicz bzw. Jarosław Kaczyński baute die strategische Partnerschaft Polens mit den USA weiter aus und betonte sie noch stärker als zuvor. Unter anderem wurden offizielle Gespräche über die Installation eines amerikanischen Raketenabwehrkomplexes geführt.
Laut Kai-Olaf Lang gibt es im direkten Vergleich zwischen Prawo i Sprawiedliwość und Fidesz „trotz zahlreicher Parallelen […] durchaus substantielle Unterschiede.“ Diese Differenzen spiegeln sich insbesondere in der Außen- und Sicherheitspolitik wider. Während Fidesz für eine engere Zusammenarbeit mit Russland – insbesondere im Bereich der (energie)wirtschaftlichen Politik – anstrebt, setzt sich PiS für die Ukraine und andere Nachbarstaaten Russlands ein. Auch wenn sich in der Partei zunehmend Ukraine-kritische Strömungen etablieren, welche beispielsweise das Wolhynien-Massaker thematisieren, so ist diese Ausrichtung wegen „sicherheitspolitischer und strategischer Kalküle“ und der daraus resultierenden Russlandskepsis eingegrenzt. Dementsprechend spricht sich PiS für eine dauerhafte Stationierung von NATO-Truppen sowie ein stärkeres transatlantisches Bündnis aus. In der Europapolitik möchte sie die Souveränität von Nationalstaaten in der Europäischen Union stärker betonen und die aus ihrer Sicht zentralisierte und von christlichen Werten abgekommene EU reformieren. Während Fidesz die EU-Mitgliedschaft vorwiegend unter wirtschaftlichen Gesichtspunkten betrachtet, wird das europäische Projekt durch die PiS weitaus wichtiger angesehen. Deren Vision ist an dem gaullistischen Verständnis von einem „Europa der Vaterländer“ angelehnt.
Bei PiS und Fidesz sei die Europapolitik eine „Geisel“ der Innenpolitik, wobei die „Anti-(Brüssel-) Kampagne“ im Falle Ungarns ein deutlich größeres Ausmaß aufweise. PiS sehe in dem Konzept des Europas mehrerer Geschwindigkeiten eine Bedrohung, da sie zu einer „Marginalisierung der Bedeutung“ Polens führen könne.

### Rhetorik
Laut Klaus Bachmann hat die PiS und vor allem ihre Führungspersonen Lech und Jarosław Kaczyński in ihrer Rhetorik oft einen Gegensatz zwischen dem „einfachen Volk“ und „kosmopolitischen, potentiell landesverräterischen Eliten“ dargestellt. Sie richteten sich gegen das postkommunistische Establishment der Nachwendezeit und angebliche Verschwörungen von ehemaligen Angehörigen des kommunistischen Geheimdienstes Służba Bezpieczeństwa (SB). Polen habe sich nach ihrer Ansicht nach der Wende nicht zu einer liberalen, marktwirtschaftlichen Demokratie entwickelt, sondern zu einer „postkommunistischen Fassadendemokratie“, in der korrupte Exkommunisten, Geheimagenten und neureiche Wendegewinnler das Sagen hätten. PiS stellt sich dagegen auf die Seite der „einfachen Bürger“, was sich auch an der Verwendung einer volksnahen Sprache und dem Aufzeigen einfacher und verständlicher, aber auch repressiver und autoritärer Lösungskonzepte zeigt. „Fremde“ Einflüsse will sie zurückdrängen, einen angeblichen „Ausverkauf“ und eine „Auslieferung“ des (ethnisch-kulturell definierten) Volkes an linke und liberale, kosmopolitische Eliten verhindern.
Der Literaturwissenschaftler Michał Głowiński sieht in der Partei eine Synthese zwischen romantischem Martyrium und der Narodowa Demokracja. Jarosław Kaczyński berufe sich inflationär auf große Werte, wie Respekt, Würde, Unabhängigkeit, Freiheit oder Einigkeit und eine „moralische Grundordnung“ – scheinbar eine Parodie der katholischen Kirche. Der Flugunfall von Smolensk 2010 werde zum Märtyrertod hochstilisiert.

### Ideologische Einordnung

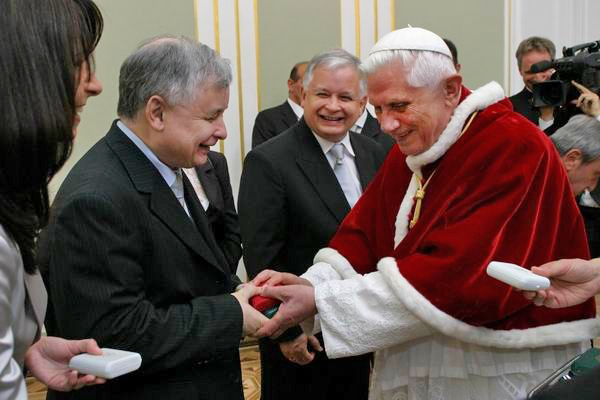
Jarosław und Lech Kaczyński mit Papst Benedikt XVI. (2006)

PiS kann nicht eindeutig einer der westeuropäischen Parteienfamilien zugeordnet werden. Sie wird zumeist als konservativ oder nationalkonservativ eingeordnet. Elisabeth Bakke bezeichnet die Partei als national-klerikal und Wolfgang Merkel verortet die PiS als „nationalistisch-rechtskonservativ“. Von verschiedenen Autoren wird sie außerdem als populistisch kategorisiert. Kai-Olaf Lang ordnet sie insbesondere der Variante des „Law-and-Order-Populismus“ zu, mit Elementen des nationalkonservativen Populismus. Er bezeichnet sie als „europaskeptisch, aber nicht antieuropäisch“ und „traditionalistisch, nicht aber radikal antimodern“. Daher sieht er sie als Vertreterin eines „weichen Populismus“. Rafał Pankowski ordnet die Ideologie von PiS als ein „typisches Beispiel für populistische illiberale Demokratie“ ein. Der polnische Soziologe Mikołaj Cześnik stellt fest, die gesamte PiS-Wahlkampagne sei populistisch, gepaart mit Anti-Elitarismus und Xenophobie. Der patriotisch-nationale Diskurs von PiS könne durchaus Schleusen öffnen bei noch weiter rechts stehenden Gruppierungen.
Das Verhältnis der PiS zum Rechtspopulismus ist unter Experten umstritten. So bezeichnen Karsten Grabow und Florian Hartleb in ihrer Studie rechts- und nationalpopulistischer Parteien in Europa PiS als „Grenzfall“, der nicht unumstritten dieser Kategorie zuzuordnen ist. Jedoch verfolge die Partei einen „klerikal-nationalistischen Kurs“, der von einer strikten Law-and-Order-Politik, „Ideen des Polentums, der Bedeutung der Nation und Nationalkatholizismus“ gekennzeichnet sei. Klaus Bachmann (2016) hingegen sieht die PiS als rechtspopulistische Partei an. Laut Olga Wysocka (2013) setzte Recht und Gerechtigkeit auf eine populistische Strategie, um eine große konservative Mitte-Rechts-Partei zu etablieren, habe sich dann aber weiter zu einer rechtspopulistischen Partei entwickelt.
Den Politikwissenschaftlern Tim Bale und Aleks Szczerbiak zufolge zeigt PiS zwar einige Elemente christdemokratischer Programmatik oder Rhetorik (soziale Marktwirtschaft; solidarisches Staatsverständnis; traditionelle, christliche Werte) und weist daher „auf den ersten Blick“ starke Ähnlichkeiten zu einer christdemokratischen Partei auf; andererseits konstatieren sie wesentliche Unterschiede zu den etablierten Parteien der europäischen Christdemokratie, weshalb sie „sicherlich keine urbildliche christdemokratische Partei“ sei. Sie beschreiben die Programmatik als „eklektische Mischung aus gesellschaftspolitisch konservativen, wirtschaftlich kollektivistischen und nationalpopulistischen Einflüssen“. Der ideologische Kern der Partei sei dagegen das Streben nach „radikaler Reform des polnischen Staats“ hin zu einer „neuen, moralischen politischen und gesellschaftlichen Ordnung“. Laut Dominika Sozańska könnte man PiS als „eine Art Krypto-Christdemokratie“ beschreiben. Einerseits enthielten ihre Programme typische christdemokratische Elemente wie Achtung der Menschenwürde, Bezugnahmen auf die katholische Soziallehre, christliche Werte als Grundlage der gesellschaftlichen Ordnung (nicht nur in Polen, sondern auch der EU) sowie das Prinzip der Solidarität und wechselseitigen Verantwortung zwischen den Generationen und den gesellschaftlichen Schichten. Andererseits würde sie es konsequent vermeiden, sich als christdemokratische Partei zu bezeichnen oder sich eindeutig zu diesem Konzept zu bekennen.

## Minderheits- und Koalitionsregierung (2005–2007)

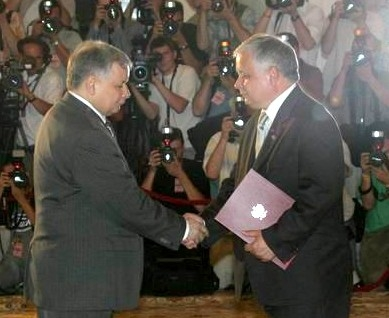
Die Zwillingsbrüder Kaczyński als Minister- und Staatspräsident 2006

Nach dem Wahlerfolg 2005, mit dem die PiS stärkste Partei im Sejm wurde, strebte sie verabredungsgemäß zunächst eine Koalition mit der liberal-konservativen Bürgerplattform (PO) an. Jedoch brach die PO die anfangs vorgesehene Koalition mit der PiS wegen angeblich nicht abgesprochenen Personalentscheidungen, wie zum Beispiel die von der PiS vorgeschlagenen Nominierung und Wahl von Marek Jurek zum Sejmmarschall ab.
Nachdem die PO eine Regierungsbeteiligung abgelehnt hatte, stellte der damalige Premierminister Kazimierz Marcinkiewicz zunächst eine Minderheitsregierung vor, die auf die Unterstützung der katholisch-nationalkonservativen Liga polnischer Familien (LPR) sowie der in der Wirtschaftspolitik links und in gesellschaftspolitischen Fragen katholisch-konservativ orientierten Samoobrona (dt. Selbstverteidigung) von Andrzej Lepper angewiesen war. Beide Parteien schlossen sich im Mai 2006 der Regierung an, wodurch sie eine Mehrheit bekam.
Im September 2006 zerbrach diese Regierungsmehrheit nach Konflikten um den Haushalt und den Einsatz polnischer Soldaten im Irak. In der Folge wurde durch Videoaufnahmen belegt, dass der PiS-Abgeordnete Adam Lipiński versucht hatte, die Samoobrona-Abgeordnete Renata Beger unter Zusage von Regierungsposten und finanzieller Unterstützung zum Wechsel zur PiS zu bewegen.
In den zwei Jahren, in denen die PiS regierte, wurde mehrfach der oberste Polizeichef gewechselt, fünfmal gab es einen Wechsel an der Spitze des Finanzministeriums und zweimal einen solchen an der Spitze des Innenministeriums. Überdies wurde zweimal ein Koalitionsvertrag mit der Samoobrona und LPR geschlossen.
Aus einer vom Institut TNS OBOP durchgeführten Umfrage geht hervor, dass 50 % der Polen die zweijährige Regierungsbeteiligung als „schlecht“ beurteilten, wobei der Anteil an zufriedenen Meinungen annähernd so groß war. Die Mehrheit der Befragten gibt zu, dass Verbesserungen in Bereichen, wie Wirtschaftswachstum, Bekämpfung von Korruption, Sicherheitsgefühl, oder die Abrechnung mit dem Kommunismus stattgefunden haben, wobei dies mit einer Verschlechterung der Lebensverhältnisse von einfachen Bürgern sowie deren Beziehungen untereinander einhergeht. Auch die Entwicklung bezüglich der Freiheit von Bürgern, oder der Position Polens in Europa und der Welt werden negativ angesehen.

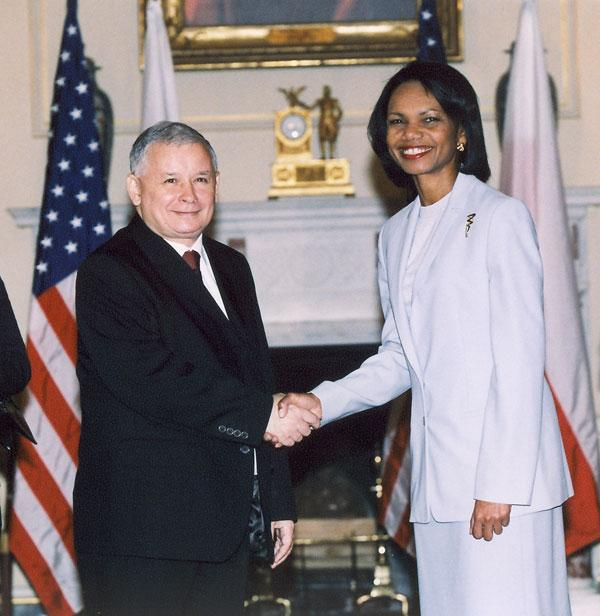
Ministerpräsident Jarosław Kaczyński mit der US-amerikanischen Außenministerin Condoleezza Rice 2006

Während der Regierungszeit konnte das Land die höchste BIP-Wachstumsrate in ihrer Geschichte erzielen, jedoch ist umstritten wie groß der Einfluss der Politik dabei war. Durch eine Initiierung bezüglich der Verringerung von Rentenbeiträge, welche unter der späteren Koalition PO-PSL vollendet wurde, konnte der Wirtschaft zwar geholfen werden, aber erst in den späteren Krisenjahren. Kritiker werfen der Partei vor die zwei Jahre mit hervorragender Konjunktur nicht optimal ausgenutzt zu haben. Prawo i Sprawiedliwość verringerte Steuersätze in verschiedenen Bereichen und schuf auch die höchste Stufe der Einkommenssteuer von 40 % ab, jedoch ist strittig inwieweit dies eine Fortsetzung der Politik der Vorgängerregierung war.
Während der PiS-Regierung wurde 2005 das Amt der Gleichstellungsbeauftragten abgeschafft.
Im November 2005 verhängte Russland ein Embargo auf den Import von Fleisch und pflanzlichen Produkten aus Polen, wonach im darauffolgenden Jahr die polnische Außenministerin Anna Fotyga ein Veto gegen weitere Verhandlungen an einem neuen Vertrag zwischen der EU und Russland einlegte.
Während der Regierungszeit wurde das Zentrale Antikorruptionsbüro geschaffen.
PiS unterstützte die Teilnahme polnischer Soldaten beim Irakkrieg und stellte sich gegen einen sofortigen Rückzug der Truppen. Ein durch Polen eingelegtes Veto ist von der EU bei einem Treffen mit Russland in Samara befürwortet worden. Im Dezember 2006 verfügte die Regierung ein Flüssiggasterminal in Świnoujście zu bauen. Darüber hinaus entschied man sich zum Kauf einer modernisierungsbedürftigen Raffinerie in Mažeikiai durch PKN Orlen.

## Die PiS in der Opposition (2007–2015)
Bei den Parlamentswahlen am 21. Oktober 2007 verlor die PiS ihre Führungsrolle trotz prozentualer Stimmgewinne und erhielt 32,16 % der Stimmen. Bei den Parlamentswahlen am 9. Oktober 2011 erhielt die PiS 29,9 % der Stimmen und wurde damit wieder zweitstärkste Fraktion hinter der Bürgerplattform. Der Wahlausgang war die sechste Wahlniederlage der PiS seit 2007.
Beim Flugunfall von Smolensk 2010 verlor die PiS zahlreiche führende Politiker, allen voran den damaligen Staatspräsidenten Lech Kaczyński.

## Erste Alleinregierung (2015–2019)

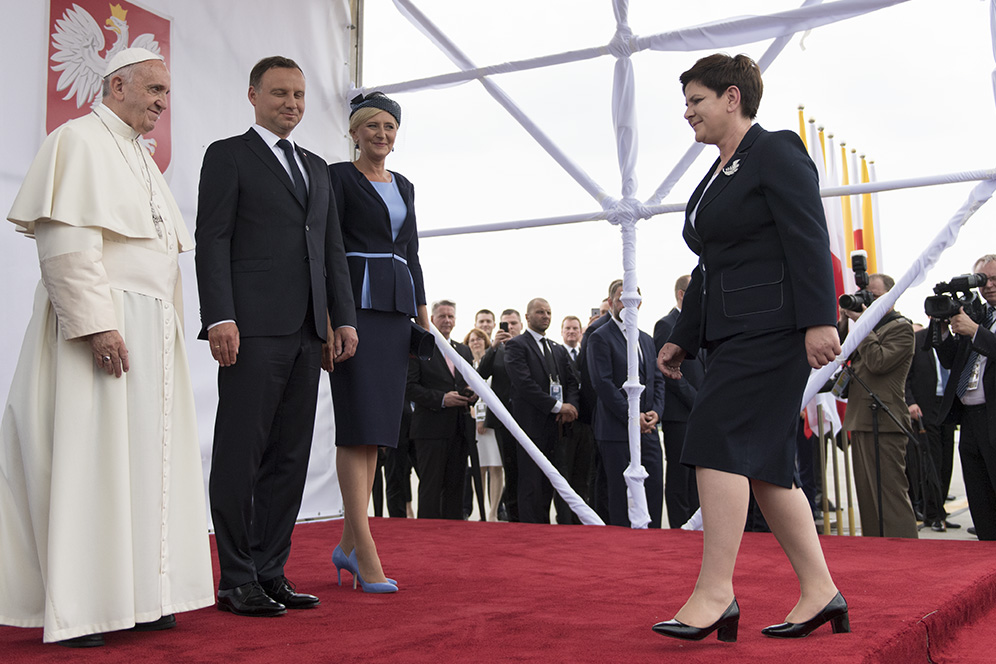
Beata Szydło und Andrzej Duda

Prawo i Sprawiedliwość gewann die Parlamentswahl im Jahr 2015 mit 37,6 % und erhielt 235 der 460 Mandate im Sejm, hatte dort also eine absolute Mehrheit. Auch im Senat hatte die PiS eine absolute Mehrheit. Die erste Sitzung des Sejm wurde von Präsident Duda auf den 12. November 2015 festgelegt.
Am 16. November 2015 wurde Beata Szydło vom amtierenden Präsidenten Andrzej Duda vereidigt und führte zusammen mit ihrem Kabinett die Regierung. Die Regierungserklärung vor dem Sejm fand am 18. November 2015 statt, gefolgt von einer Vertrauenswahl durch das Parlament.
Nach dem Rücktritt von Szydło amtierte das Kabinett Morawiecki I vom 11. Dezember 2017 bis zum 12. November 2019.

### Außen- und Europapolitik

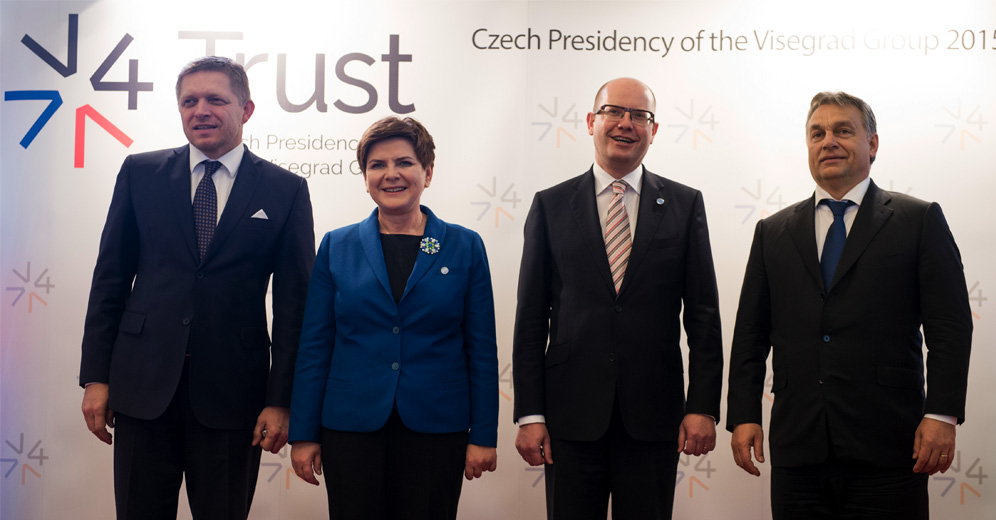
Treffen der Ministerpräsidenten der Visegrad-Gruppe im Dezember 2015.

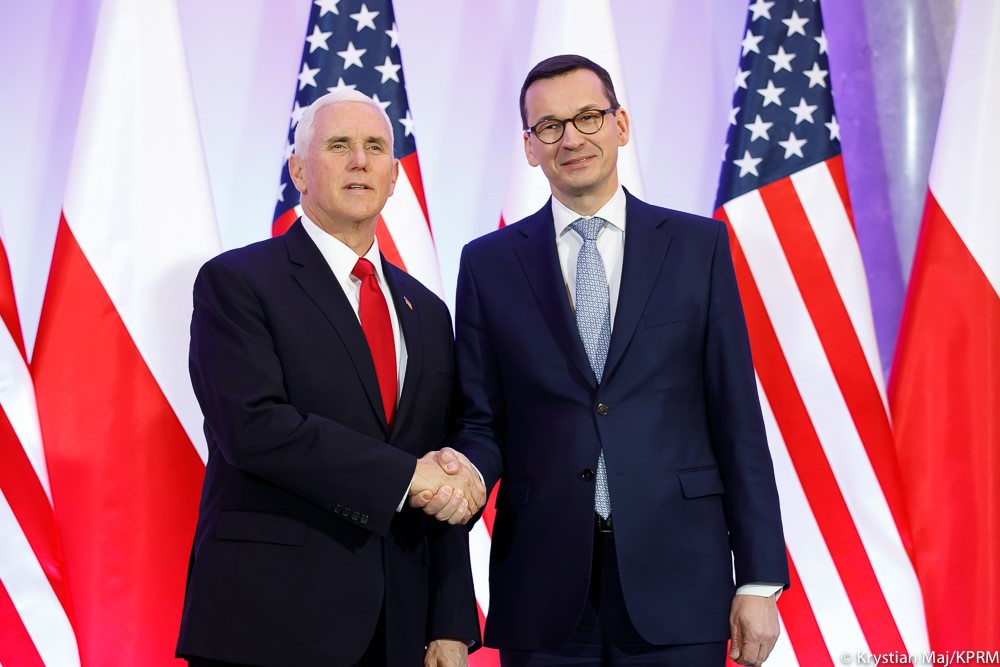
Ministerpräsident Morawiecki mit US-Vizepräsident Mike Pence 2019.

2016 wurde auf Initiative des Präsidenten Duda und seiner kroatischen Amtskollegin Kolinda Grabar-Kitarović die Drei-Meere-Initiative gegründet. Nach Matthias Krupa sei diese „von den PiS-Strategen zunächst ausdrücklich als Gegengewicht in der EU gegen Deutschland und Frankreich geplant“ gewesen, entwickelte sich aber aufgrund mangelnder Unterstützung durch andere zu einer Initiative für Infrastrukturprojekte. In einer Analyse für die Bundeszentrale für politische Bildung im Jahr 2017 sahen die Autoren Aleksander Fuksiewicz und Agnieszka Łada in dem Engagement der PiS in der Visegrád-Gruppe oder der Drei-Meere-Initiative den Versuch, regionale Beziehungen zu stärken. Trotzdem herrsche bei den Mitgliedern Uneinigkeit über die europäische Integration oder die Haltung gegenüber einer deutschen Führungsrolle. Als Donald Trump während seines Aufenthalts in Warschau zugleich als Ehrengast bei dem zweiten Kongress der Drei-Meere-Initiative teilnahm, wurden Befürchtungen laut, dass alte Gräben zwischen Ost und West, alten und neuen EU-Ländern aufgerissen werden könnten.
Die Wiederwahl des EU-Ratspräsidenten Donald Tusk sollte aus innenpolitischen Gründen blockiert werden; das Scheitern dieses Versuchs wurde als Niederlage empfunden. Die vorgeschlagene Alternativkandidatur Jacek Saryusz-Wolski wurde selbst vom gesinnungsnahen Ungarn nicht unterstützt. Spöttisch wurde auch von „27:1“ gesprochen, was Polens Isolation in Europa unter PiS verdeutlichen soll.
2022 forderte die von der PiS geführte polnische Regierung in einer diplomatischen Note von der Bundesregierung in Berlin die Aufnahme von Verhandlungen über Reparationen wegen der von den deutschen Besatzern zu verantwortenden Verluste und Schäden während des Zweiten Weltkriegs. Die Bundesregierung wies dies mit dem Argument zurück, die Forderungen seien im Lichte des Völkerrechts erledigt.

### Medienreform

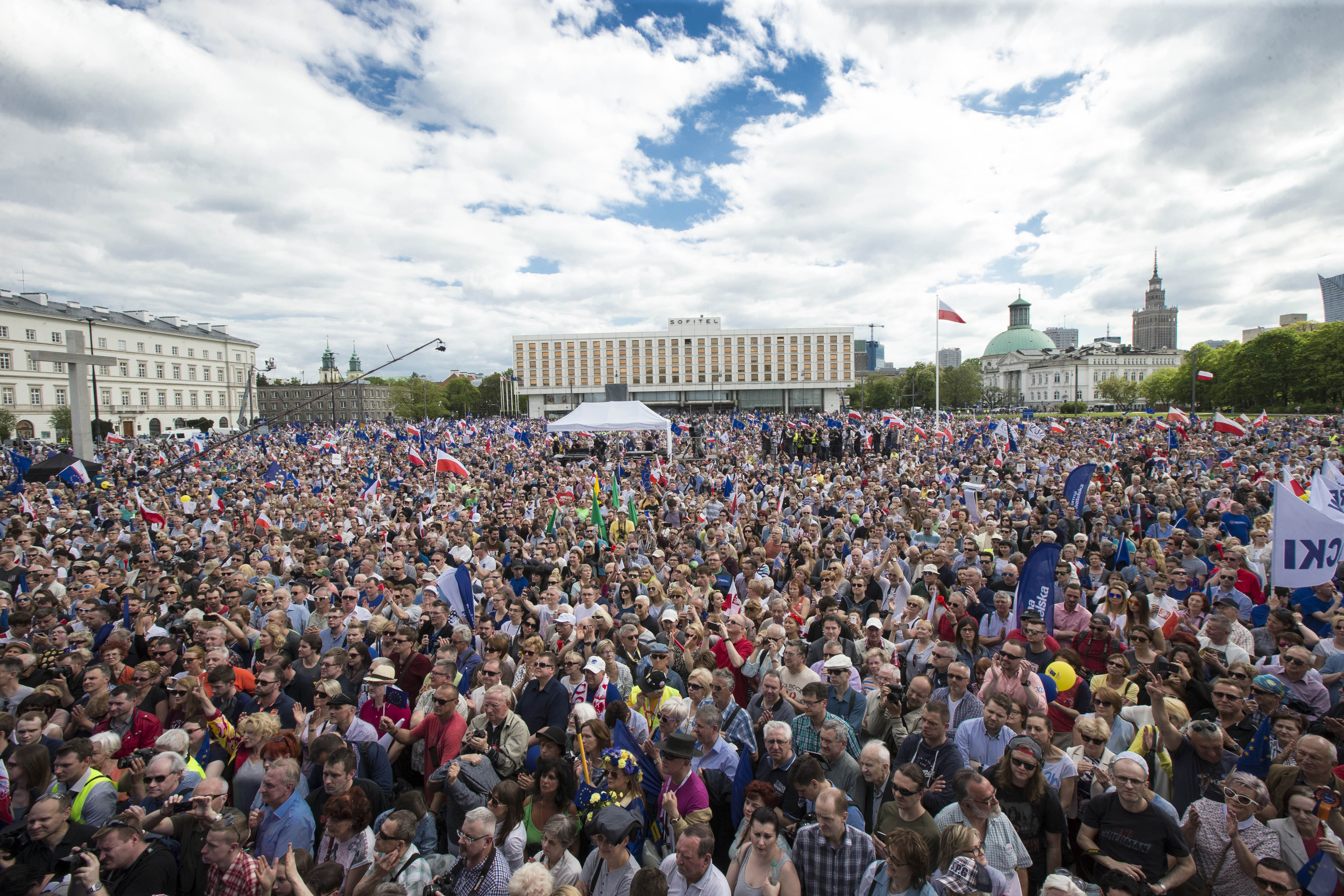
Demonstration in Warschau am 7. Mai 2016

Am 30. Dezember 2015 stimmte der Sejm über eine Änderung des Gesetzes bezüglich des öffentlich-rechtlichen Rundfunks im ab. Die Änderung sah vor, dass die Ämter der Vorstandsmitglieder sowie des Aufsichtsrats des öffentlichen Fernsehens, Telewizja Polska, und des öffentlichen Rundfunks, Polskie Radio, mit Inkrafttreten des Gesetzes enden. Die Entscheidung über die Berufung der Mitglieder lag bis zur Ernennung des „Rates Nationaler Medien“ (RMN) ausschließlich im Einflussbereich des Ministers für Staatsvermögen. Die Oppositionsparteien und ausländische Nichtregierungsorganisationen wie Reporter ohne Grenzen kritisierten, dies gefährde die Unabhängigkeit der öffentlichen Medien. Die PiS behauptete hingegen, die Änderungen seien mit den Regeln der Europäischen Union vereinbar. Der Mechanismus sei schon in den vergangenen Jahren angewandt worden, sodass im Endeffekt immer die Vertreter einzelner Parteien Einfluss auf den Öffentlich-Rechtlichen Rundfunk hätten.
Die PiS plante darauffolgend die Verabschiedung eines „großen Mediengesetzes“ zum 1. Juli 2016. Der vorläufige Entwurf sah die Gründung eines „Rates Nationaler Medien“ (RMN) vor, welcher für die Berufung der Senderchefs bei Fernsehen, Radio und Presseagentur zuständig ist. Eine mit der Stromrechnung abgerechnete, audiovisuelle Abgabe sollte das kaum funktionierende Gebührensystem ersetzen und Radio und Fernsehen von Werbeerlösen unabhängiger machen. Bisher gelang es der Regierung nicht, diese Abgabe einzuführen (Stand: Dezember 2017)
Der Rat Nationaler Medien besteht aus fünf Mitgliedern. Drei bestimmt die Sejmmehrheit und die restlichen zwei ernennt der amtierende Präsident aus Kandidaten, die von den beiden größten Oppositionsparteien im Parlament vorgeschlagen werden.

### Wirtschaft und Sozialpolitik

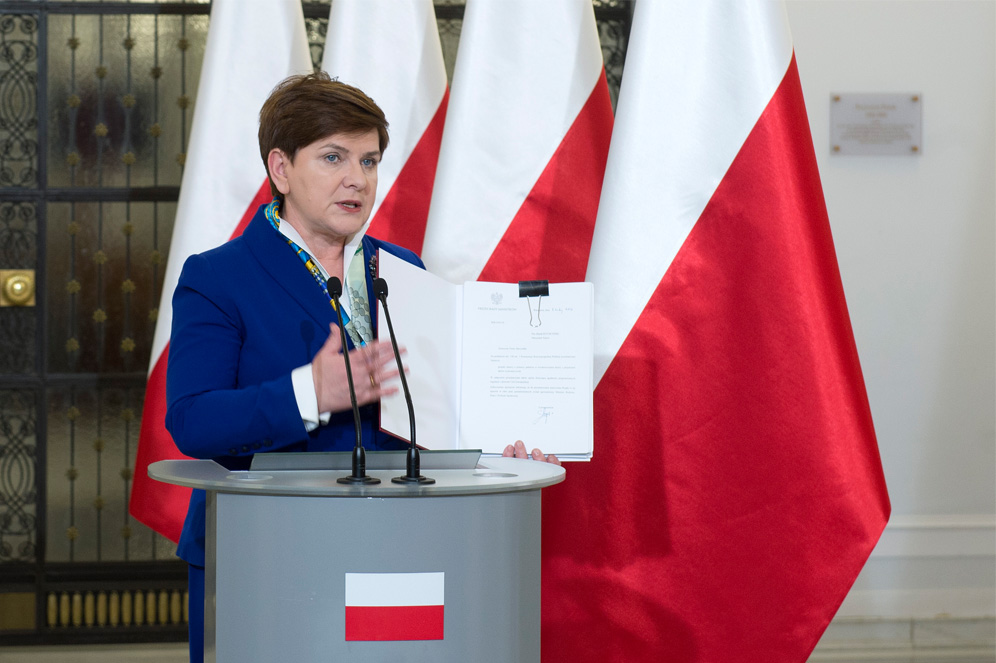
Ministerpräsidentin Szydło bei der Einbringung des PiS-Pilotprojektes 500 Plus in den Sejm 2016.

Am 29. Dezember 2015 stimmte der Sejm über eine neue Bankenabgabe in Höhe von 0,44 Prozent der Aktiva ab, welche ebenfalls Versicherungsunternehmen sowie andere Finanzdienstleister einschließt. Die Abgabe soll dem Staatshaushalt zusätzlich fünf Milliarden Złoty Mehreinnahmen bringen.
Am 14. Juni 2016 wurde der Steuerentwurf für den Einzelhandel angenommen. Die zusätzliche Abgabe soll die Wettbewerbsfähigkeit kleiner Läden stärken. Die Steuer wird sich nach dem Umsatz richten (nicht wie im Wahlkampf angekündigt nach der Verkaufsfläche) und einen Stufentarif aufweisen. So wird bei einem Erlös zwischen 17 Millionen und 170 Millionen Złoty monatlich der Steuersatz 0,8 Prozent und bei über 170 Millionen Złoty 1,4 Prozent angesetzt. Wer unter der Schwelle liegt, zahlt die zusätzliche Steuer nicht. Elektronischer Handel, der Handel mit Medikamenten, gewissen Lebensmitteln sowie Kohle, Gas und Öl zu Heizzwecken sind nicht betroffen. Die zusätzlichen Einnahmen werden auf 1,53 Milliarden jährlich geschätzt. Die Supermarktsteuer wurde von der EU-Kommission außer Kraft gesetzt. Es wird geprüft, ob es sich um verbotene staatliche Beihilfe handeln könnte.
Der Senkung der Körperschaftssteuer von 19 auf 15 Prozent für Unternehmen mit einem Umsatz von unter 1,2 Millionen Euro jährlich wurde im Sejm zugestimmt. Laut Daten aus dem Jahre 2014 könnten circa 393.000 Firmen von dem verringerten Steuersatz betroffen sein. Die neue Regelung soll zum 1. Januar 2017 in kraft treten.
Präsident Duda unterschrieb am 30. Juli 2016 eine neue Steuerregelung für Werften. Die Produktion von Schiffen und der Import von Teilen sind nach neuer Verordnung bereits im Voraus von der Mehrwertsteuer befreit. Somit entfällt der bisher nötige Antrag auf Wiedererstattung. Das Unternehmen kann sich anstatt der bisherigen 19-prozentigen Körperschafts- oder Einkommensteuer nun auch für eine Pauschalsteuer in Höhe von 1 Prozent des Verkaufserlöses entscheiden. Die Reform soll die Errichtung einer Sonderwirtschaftszone erleichtern und den Zugang zu EU-Fördermitteln ermöglichen. Regierungsangaben zufolge sollen dadurch 3000 neue Arbeitsplätze entstehen.
Die Regierung führte das Kindergeld Rodzina 500 Plus („Familie 500 Plus“) ein, das der Familie bis zum 18. Lebensjahr des Kindes zusteht. Es soll ohne Berücksichtigung des Einkommens ab dem zweiten Kind ausgezahlt werden und 500 Złoty betragen. Die Sozialleistung greift bei einkommensschwachen Familien ab dem ersten Kind. Ungefähr 278.000 zusätzliche Geburten innerhalb von zehn Jahren werden prognostiziert. Die Gesamtkosten für das Jahr 2016 wurden auf circa 17 Milliarden Złoty beziffert, wobei angenommen wurde, dass ein großer Teil in Form von Konsumsteuern wieder an den Fiskus fließe.
Die von der PO-Regierung durchgeführte Erhöhung des Renteneintrittsalters auf 67 wurde rückgängig gemacht, das Alter auf 65 bei Männern und 60 bei Frauen herabgesetzt.

### Militär

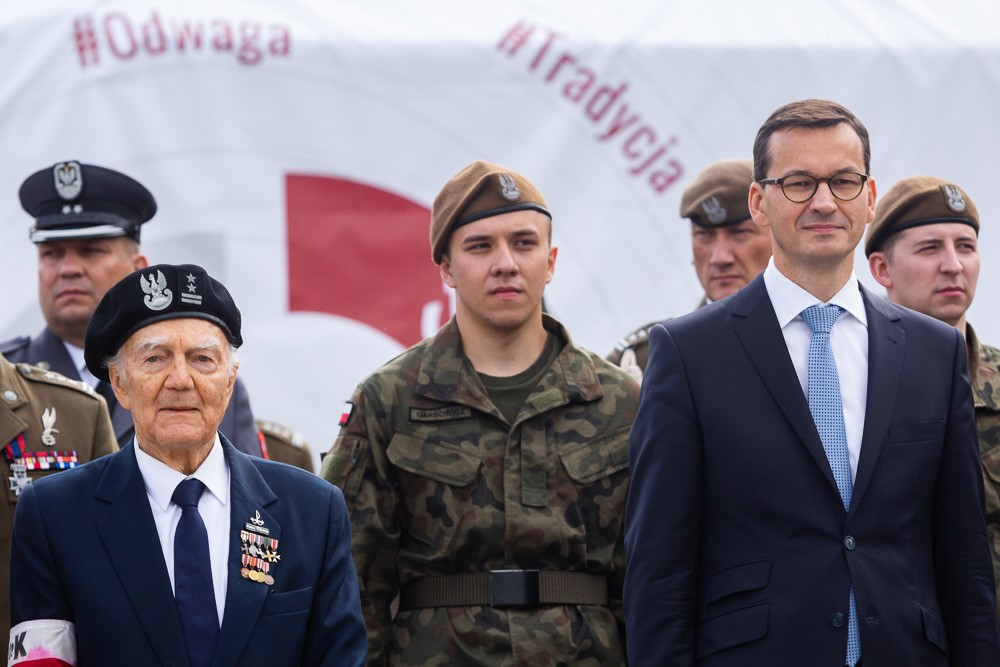
Ministerpräsident Morawiecki mit Mitgliedern der polnischen Territorialverteidigung.

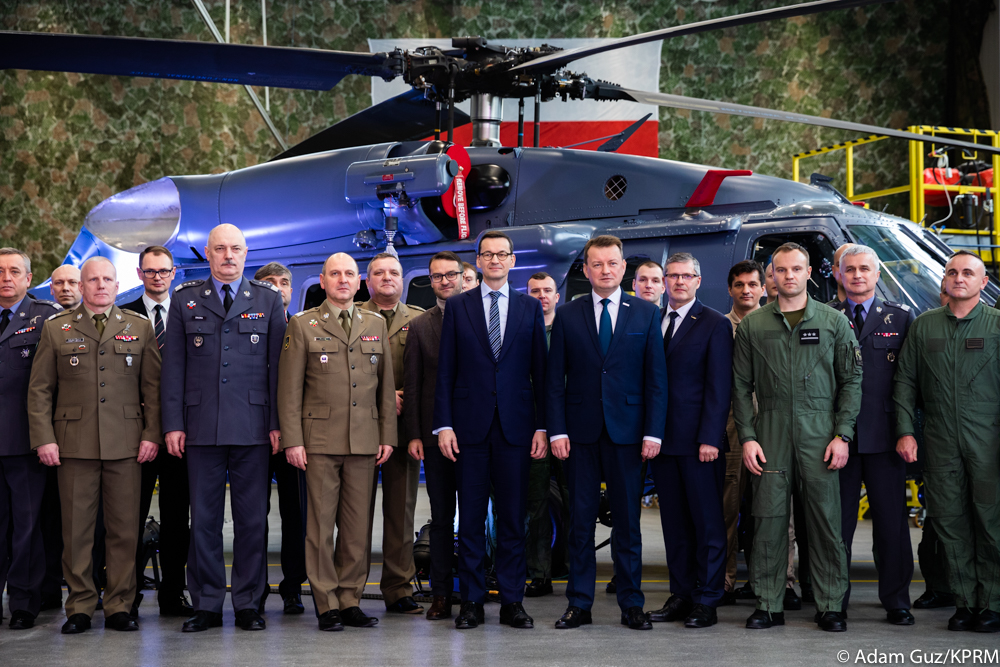
Ministerpräsident Morawiecki bei der Zeremonie zur Unterzeichnung des Vertrages zur Anschaffung von S-70i Black Hawk Hubschraubern für die polnische Armee.

Der Verteidigungsminister Antoni Macierewicz strebte die Bildung paramilitärischer Einheiten zur Landesverteidigung an. Diese sollen 35.000 Freiwillige umfassen und eine enge Zusammenarbeit mit der Armee eingehen. Kritiker bemängeln, dass kein strategischer Mehrwert bestehe. Vielmehr sollte in die Modernisierung der Armee investiert werden.
Joseph Croitoru schrieb 2016 in einem Feuilleton für die FAZ bezüglich des NATO-Gipfels in Warschau von einem „parteiübergreifende[n] Konsens“, wenn es um militärischen Patriotismus geht. So sind sich die beiden größten Parteien (Bürgerplattform und PiS) beim Thema nationale Sicherheit „überraschend nah“. Die von dem Staatspräsidenten Duda unterzeichnete Gesetzesnovelle zur Stationierung ausländischer Truppen wurde beispielsweise von der Vorgängerregierung PO-PSL vorgeschlagen.
Im Oktober 2016 entschied sich die PiS-Regierung gegen einen Kauf von 50 Mehrzweckhubschrauber des Typs H225M Caracal zum Preis von 3,5 Milliarden Dollar. Das von Airbus vorgeschlagene Kompensationsgeschäft wurde vom Ministerium für wirtschaftliche Entwicklung als unzureichend eingestuft.
Auf Initiative des Verteidigungsministers Macierewicz wurde im Sejm über eine Gesetzesnovelle zur Erhöhung der Militärausgaben abgestimmt. Dem Gesetzestext zufolge wird sich zukünftig der Wehretat gemäß NATO-Methodologie an das Bruttoinlandsprodukt im laufenden Jahr richten und nicht wie zuvor anhand des vorjährigen BIP ermittelt werden. Überdies soll im Zeitraum von 2020 bis 2030 die Verteidigungsausgaben um 0,5 Prozentpunkte auf 2,5 % des Bruttoinlandsproduktes erhöht werden. Am 23. Oktober 2017 unterzeichnete Präsident Duda die Novellierung.
Adam Duda, General und ehemaliger Vorsitzender des Rüstungsinspektorates (polnisch: Inspektorat Uzbrojenia), stellt im Zusammenhang mit der Leitung unter Macierewicz eine zunehmende Verspätung diverser Rüstungsprojekte fest. Beispielsweise sei die Funktionstüchtigkeit der Patriot-Abwehrraketen nicht vor dem Jahr 2022 zu erwarten. Nach dem Regierungswechsel sei es zu mehreren Annullierungen von Ausschreibungen, wie der geplanten Lieferung von 50 Transporthubschraubern oder der Anschaffung eines BMS-Systems, gekommen. Andere Projekte kämen auch weiterhin aus der Analysephase nicht heraus.
Laut einer Recherche des Journalisten Paweł Wroński im Jahr 2017 hat der Verteidigungsminister zweckentfremdete Ausgaben getätigt. Aus dem Verteidigungshaushalt seien die Modernisierung der Polizei, die Luftrettung und der Kauf von Regierungsflugzeuge bezahlt worden. Gleichzeitig sei eine Reduzierung von Schlüsselinvestitionen zu beobachten.

### Abtreibungsrecht
Am 23. September 2016 stimmte eine Mehrheit der Abgeordneten (267 Stimmen) im Sejm, dem Unterhaus des polnischen Parlaments, in erster Lesung für eine weitere Verschärfung des Abtreibungsrechts. Bis dato
durfte eine schwangere Frau ihr ungeborenes Kind in drei Fällen abtreiben: Wenn ihr eigenes Leben in Gefahr ist, wenn das Kind schwer krank oder behindert ist oder wenn es durch ein Verbrechen oder durch Inzest gezeugt wurde.
Wäre der Vorschlag in geltendes Recht umgesetzt worden, wäre eine Abtreibung nur noch bei Lebensgefahr für die Schwangere zulässig gewesen. Frauen und Ärzten, die gegen das Abtreibungsverbot verstoßen, hätten mehrjährige Haftstrafen gedroht. Die geplante Verschärfung des Abtreibungsrechts wurde von Menschenrechtlern und Frauenbewegungen kritisiert. Anfang Oktober 2016 demonstrierten laut vorsichtigen Schätzungen der Polizei etwa 100.000 Menschen landesweit gegen ein komplettes Abtreibungsverbot. In einer am 6. Oktober 2016 einberufenen Sitzung lehnte der Sejm den Gesetzesentwurf der Bürgerbewegung „Stop Aborcji“ (dt.: „Stoppt Abtreibungen“) nach zweiter Lesung mit großer Mehrheit ab. 352 Abgeordnete stimmten gegen die Initiative, 58 dafür und 18 enthielten sich. Das Votum gilt als erste große Niederlage der Regierungspartei PiS.

### Geschichtspolitik

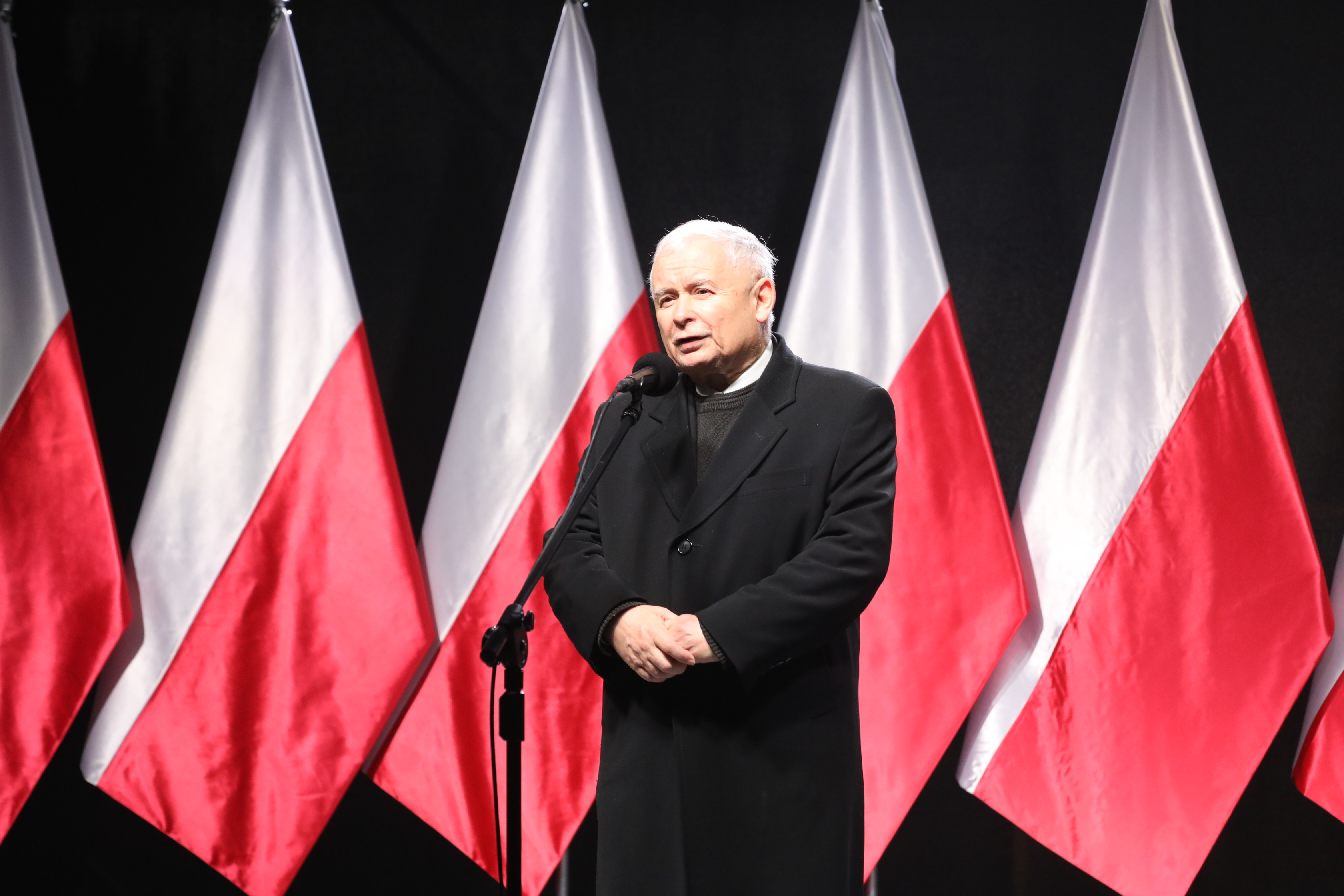
Parteichef Kaczyński bei der Ansprache zur Denkmalenthüllung für seinen Zwillingsbruder Lech 2018.

Der Osteuropa-Historiker Martin Schulze Wessel beschreibt die Geschichtspolitik der PiS zusammenfassend: „Die kritische Reflexion der eigenen Nationalgeschichte gerät in den Schatten einer neuen Geschichtsmythologie. So wie im 19. Jahrhundert der Nationaldichter Adam Mickiewicz Polen als den „Messias der Völker“ begriffen hat […], entwerfen regierungsnahe Intellektuelle heute ein neues Selbstverständnis, in dem auch messianisch-martyrologische Elemente hervortreten. Das Verlangen nach der internationalen Anerkennung des Heldentums und der Opfer Polens im Zweiten Weltkrieg verbindet sich mit einem Selbstbild von der historischen Reinheit der Nation.“
Auf nationale wie internationale Kritik stieß die Novelle des Gesetzes über das Institut des Nationalen Gedenkens (Holocaust-Gesetz), das am 6. Februar 2018 von Präsident Andrzej Duda unterzeichnet wurde. Darin wurde unter anderem die Verwendung von Begriffen wie „polnische Lager“ für die von den deutschen Besatzern im Zweiten Weltkrieg eingerichteten KZ unter Strafe gestellt. Ein Bußgeld oder eine Freiheitsstrafe von bis zu drei Jahren wurde jedem angedroht, der öffentlich und faktenwidrig der polnischen Nation oder dem polnischen Staat die Verantwortung für Verbrechen zuschreibt, die durch das Dritte Deutsche Reich nach Definition von Art. 6 der Londoner Charta begangen wurden. Dies galt ebenso für Verbrechen gegen die Menschlichkeit und den Frieden sowie für Kriegsverbrechen.
Israels Ministerpräsident Benjamin Netanjahu warnte vor einer Verzerrung von Geschichte; das US-Außenministerium warnte vor Beschränkungen von Meinungsfreiheit und Wissenschaft. Auch in der Ukraine lösten Bestimmungen zur polnisch-ukrainischen Geschichte Verstimmung aus. Die polnische Regierung betonte dagegen, dies sei nicht die Absicht; Wissenschaften und Kunst seien ausdrücklich von der Strafandrohung ausgenommen. Bogdan Klich von der oppositionellen Bürgerplattform kritisierte den sehr weiten Spielraum des Gesetzes. Diskussionen über Geschichte dürften nicht „unter den Augen des Staatsanwaltes“ stattfinden. Die österreichische Zeitung Der Standard bewertete das Gesetz als „eine Art Zensurgesetz“.
Auch deutschsprachige Übersetzer aus den Reihen des VdÜ und weitere Vermittler polnischer Literatur protestierten Ende Februar 2018 gegen die sich hier offenbarende Kulturpolitik der PiS. Erwähnt seien die Übersetzer aus slawischen Sprachen wie Martin Pollack, Olaf Kühl, Gabriele Leupold, Andreas Volk, Peter Oliver Loew, Marta Kijowska, Renate Schmidgall und Lothar Quinkenstein. Aus den Reihen der Verleger und Lektoren unterschrieben u. a. Michael Krüger, Jo Lendle, Katharina Raabe und Sabine Baumann.
Auf Anordnung der von der PiS geführten Regierung wurde eine Gedenktafel über Rosa Luxemburg an dem Haus ihrer Kindheit in Zamość im März 2018 entfernt.
Nachdem der polnische Nachrichtensender TVN24, der dem US-amerikanischen Unternehmen Warner Bros. Discovery gehört, am 7. März 2023 einen investigativjournalistischen Bericht über eine mutmaßliche Strafvereitelung durch Karol Wojtyła zur Deckung von Kindesmissbrauch während seiner Amtszeit als Erzbischof von Krakau berichtet hatte, bestellte die polnische PiS-Regierung den US-Botschafter ein und sprach von „hybrider Kriegführung mit dem Ziel, Spannungen und Spaltung in der polnischen Gesellschaft herbeizuführen“. Der Sejm fasste mit der Mehrheit der PiS einen Beschluss, dem zufolge eine „medial schändliche Hetzjagd“ auf den „guten Namen“ des Papstes stattfinde, die „selbst Kommunisten nicht gewagt“ hätten. Die größte Oppositionsfraktion, die Bürgerkoalition, boykottierte die Abstimmung.

## Zweite Alleinregierung (2019–2021) und Minderheitsregierung (2021–2023)
Bei der Parlamentswahl in Polen 2019 gewann die PiS mit 43,6 % das beste Wahlergebnis einer Partei in der Geschichte des demokratischen Polen. Im Sejm erhielt sie 235 von 460 Sitzen und konnte damit ihre absolute Mehrheit verteidigen, bei der Wahl zum Senat konnte sie allerdings nur 48 der 100 Sitze für sich sichern und hat damit in der zweiten Kammer keine Mehrheit mehr.
Am 22. Oktober 2020 hat der Verfassungsgerichtshof den Schwangerschaftsabbruch mit embryopathischer Indikation als Verstoß gegen die Menschenwürde aufgehoben, nachdem ein Antrag durch eine Gruppe von 119 konservativen, überwiegend der Regierungspartei PiS angehörigen, Abgeordneten eingebracht worden war. Die Geburt muss auch dann stattfinden, wenn im Uterus kein lebensfähiger Mensch heranwächst. Im Jahr 2019 wurden 98 Prozent der 1100 legalen Schwangerschaftsabbrüche auf Grundlage der kassierten Ausnahmeregelung durchgeführt. Der Beschluss des Verfassungsgerichtshofs führte zu tagelangen landesweiten Protesten.

## Opposition (seit 2023)
Im November 2024 lehnte die in Teilen mit Politikern besetzte staatliche Wahlkommission Państwowa Komisja Wyborcza (PKW) den Rechenschaftsbericht von PiS über die Wahlkampfausgaben 2023 mit einem Votum von 4 zu 5 Stimmen ab, nachdem bei mehreren vorhergehenden Abstimmungen ein Unentschieden geherrscht hatte. Zur Disposition stand die dreijährige Parteienfinanzierung (bis 2027) in Höhe von etwa 75 Mio. Złoty. Der Partei blieb mit dem Obersten Gericht eine Berufungsinstanz.
Ende Dezember 2024 nahm die PKW den Rechenschaftsbericht von PiS schließlich doch an. Premierminister Tusk kündigte daraufhin ein obstruktives Vorgehen des Finanzministeriums an unter dem Motto: „es gibt kein Geld und wird keines geben“.
Am 24. November 2024 stellte PiS den parteilosen Historiker Karol Nawrocki als ihren Kandidaten für die Präsidentschaftswahl 2025 vor.

## Parteivorsitzende
| Nr. | Bild | Name               | Amtszeit                       |
| --- | ---- | ------------------ | ------------------------------ |
| 1.  |      | Lech Kaczyński     | 13. Juni 2001– 18. Januar 2003 |
| 2.  |      | Jarosław Kaczyński | Seit 18. Januar 2003           |

## Zusammenarbeit mit anderen Parteien
Seit dem 11. Juli 2014 tritt die PiS als dominierende Partei im Wahlbündnis Zjednoczona Prawica (Vereinigte Rechte) zu Wahlen an.

## Wahlergebnisse
Prawo i Sprawiedliwość kandidierte erstmals zu den Sejm- und Senatswahlen im Jahre 2001. Durch den wachsenden Zuspruch der Koalition SLD-UP, wurde mit den Parteien AWS, UW, PO sowie ROP eine Übereinkunft getroffen, woraus sich eine gemeinsame Kandidatenliste für den Senat („Blok Senat 2001“) bildete. Die von der PiS für den Sejm aufgestellte Kandidaten entstammten zum Großteil vormaligen Mitgliedern der christdemokratischen Porozumienie Centrum und Stronnictwo Pracy, wie auch der nationalkonservativen Przymierze Prawicy. Bei den Wahlen erhielt sie 9,5 % und konnte 44 Abgeordnete in den Sejm entsenden, wobei die Formation kein Mandat für den Senat erzielte. Zu den Selbstverwaltungswahlen im Jahre 2002 schloss die Partei in 14 von 16 Woiwodschaften eine Koalition (POPiS) mit der Platforma Obywatelska, welche in Kleinpolen sowie Pommern die meisten Stimmen erhielt.
Aus den Sejmwahlen am 25. September 2005 ging die PiS mit 26,99 % der Stimmen als stärkste Partei hervor. Die Präsidentschaftswahlen am 23. Oktober 2005 gewann Lech Kaczyński in einer Stichwahl gegen den in den meisten Prognosen klar führenden Donald Tusk. Bei den vorgezogenen Parlamentswahlen am 21. Oktober 2007 verlor die PiS ihre Führungsrolle gegen die liberal-konservative Bürgerplattform (PO) des Oppositionsführers Donald Tusk jedoch. Dieser Trend endete jedoch mit einem knappen Sieg der PiS bei den Selbstverwaltungswahlen im Jahr 2014. Dies war die erste Wahl, welche die Partei seit 2005 für sich entscheiden konnte. Bei der Präsidentschaftswahl am 24. Mai 2015 gelang es dem von der Partei vorgeschlagenen Kandidaten Andrzej Duda die Wahl mit 51,55 % der Stimmen zu gewinnen. Prawo i Sprawiedliwość gewann die Parlamentswahl im Jahr 2015 mit 37,6 % und erhielt 235 der 460 Mandate im Sejm, hatte also eine absolute Mehrheit. Auch im Senat war die PiS mit einer absoluten Mehrheit (61 von 100 Mandaten) vertreten. Bei der Wahl 2019 konnte das von der PiS angeführte Bündnis die Mehrheit im Sejm verteidigen, verlor sie aber im Senat. Bei der Wahl 2023 erzielte die PiS mit ihren Bündnispartnern zwar zum dritten Mal in Folge die meisten Stimmen, verlor aber die absolute Mehrheit. Da sich die Wahlbündnisse Koalicja Obywatelska, Trzecia Droga und Lewica im Anschluss auf eine Koalitionsregierung einigen konnten, musste die PiS nach acht Regierungsjahren wieder auf die Oppositionsbänke wechseln.
| Jahr | Sejm      | Sejm       | Sejm    | Sejm    | Sejm    | Senat   | Senat   | Karte (Wahlkreise) | Position                             |
| Jahr | Stimmen   | Stimmen    | Stimmen | Mandate | Mandate | Mandate | Mandate | Karte (Wahlkreise) | Position                             |
| Jahr | Anzahl    | %          | ±       | Anzahl  | ±       | Anzahl  | ±       | Karte (Wahlkreise) | Position                             |
| ---- | --------- | ---------- | ------- | ------- | ------- | ------- | ------- | ------------------ | ------------------------------------ |
| 2001 | 1.236.787 | 9,50 (4.)  | —       | 44/460  | —       | —       | —       |                    | Opposition                           |
| 2005 | 3.185.714 | 26,99 (1.) | 17,49   | 155/460 | 111     | 49/100  | —       |                    | Regierung (Marcinkiewicz, Kaczyński) |
| 2007 | 5.183.477 | 32,11 (2.) | 5,12    | 166/460 | 11      | 39/100  | −10     |                    | Opposition                           |
| 2011 | 4.295.016 | 29,89 (2.) | −2,22   | 157/460 | −9      | 31/100  | −8      |                    | Opposition                           |
| 2015 | 5.711.687 | 37,58 (1.) | 7,69    | 235/460 | 78      | 61/100  | 30      |                    | Regierung (Szydło, Morawiecki I)     |
| 2019 | 8.051.935 | 43,59 (1.) | 6,01    | 235/460 | —       | 48/100  | −13     |                    | Regierung (Morawiecki II)            |
| 2023 | 7.640.854 | 35,38 (1.) | –8,21   | 194/460 | −41     | 34/100  | −14     |                    | Opposition                           |

| Jahr | Kandidat           | Wahlgang I | Wahlgang I | Wahlgang II | Wahlgang II | Anmerkung                           |
| Jahr | Kandidat           | Stimmen    | %          | Stimmen     | %           | Anmerkung                           |
| ---- | ------------------ | ---------- | ---------- | ----------- | ----------- | ----------------------------------- |
| 2005 | Lech Kaczyński     | 4.947.927  | 33,10 (2.) | 8.257.468   | 54,04 (1.)  | Gegen Donald Tusk gewonnen          |
| 2010 | Jarosław Kaczyński | 6.128.255  | 36,46 (2.) | 7.919.134   | 46,99 (2.)  | Gegen Bronisław Komorowski verloren |
| 2015 | Andrzej Duda       | 5.179.092  | 34,76 (1.) | 8.719.281   | 51,55 (1.)  | Gegen Bronisław Komorowski gewonnen |
| 2020 | Andrzej Duda       | 8.450.513  | 43,50 (1.) | 10.440.648  | 51,03 (1.)  | Gegen Rafał Trzaskowski gewonnen    |

| Jahr | Sejmiks          | Sejmiks          | Sejmiks          | Sejmiks          | Powiats | Powiats | Powiats | Powiats | Gminas  | Gminas  | Stadtpräsidenten, Bürgermeister, Gemeindevorsteher | Stadtpräsidenten, Bürgermeister, Gemeindevorsteher |
| Jahr | Stimmen          | Stimmen          | Mandate          | Mandate          | Stimmen | Stimmen | Mandate | Mandate | Mandate | Mandate | Mandate                                            | Mandate                                            |
| Jahr | %                | ±                | Anzahl           | ±                | %       | ±       | Anzahl  | ±       | Anzahl  | ±       | Anzahl                                             | ±                                                  |
| ---- | ---------------- | ---------------- | ---------------- | ---------------- | ------- | ------- | ------- | ------- | ------- | ------- | -------------------------------------------------- | -------------------------------------------------- |
| 2002 | Koalition mit PO | Koalition mit PO | Koalition mit PO | Koalition mit PO | ?       | —       | ?       | —       | ?       | —       | ?                                                  | —                                                  |
| 2006 | 25,08            | —                | 170/561          | —                | 19,76   | ?       | 1242    | ?       | 3079    | ?       | 77                                                 | ?                                                  |
| 2010 | 23,07            | 2,01             | 141/561          | 29               | 17,24   | 2,52    | 1085    | 157     | 2885    | 194     | 37                                                 | 40                                                 |
| 2014 | 26,89            | 3,82             | 171/555          | 30               | 23,53   | 6,29    | 1517    | 432     | 3673    | 788     | 124                                                | 87                                                 |
| 2018 | 34,13            | 7,25             | 254/552          | 83               |         |         |         |         |         |         |                                                    |                                                    |

| Jahr | Stimmen   | Stimmen    | Stimmen | Mandate | Mandate |
| Jahr | Anzahl    | %          | ±       | Anzahl  | ±       |
| ---- | --------- | ---------- | ------- | ------- | ------- |
| 2004 | 771.858   | 12,67 (3.) | —       | 7/54    | —       |
| 2009 | 2.017.607 | 27,40 (2.) | 17,73   | 12/50   | 8       |
| 2014 | 2.246.870 | 31,78 (2.) | 4,48    | 19/51   | 4       |
| 2019 | 6.192.780 | 45,38 (1.) | 13,60   | 27/52   | 8       |

### Wählerschaft
Das Stereotyp der Partei zeichnete sich lange Zeit durch eine ältere Wählerschicht aus (in der polnischen Presse augenzwinkernd als die „Mohair-Barette“ bezeichnet), wohingegen ein Wähler der Platforma Obywatelska eher jung ist und aus der Großstadt kommt. Dies traf zwar auf die Parlamentswahl im Jahr 2007 zu, welche die PO unter anderem durch junge Stimmbürger gewinnen konnte, jedoch zeigen von dem Institut IPSOS durchgeführte Wahltagsbefragungen bei der Europawahl in Polen 2014 sowie den Selbstverwaltungswahlen in Polen 2014, dass sich dieser Trend geändert hat. In der Altersgruppe von 18 bis 25 Jahren erhielt demnach Recht und Gerechtigkeit die meisten Stimmen. Diese Wählerwanderung wird beispielsweise durch eine schlechte Situation am Arbeitsmarkt interpretiert. Da die Verantwortung für dieses Problem der Regierungspartei zugeordnet wird, konnte die damalige Oppositionspartei diese Frustration erfolgreich kanalisieren. Junge Wähler gaben oft aus Protest zu der bisherigen Politik der Partei ihre Stimme. In den Altersgruppen von 26–59 Jahren belegte die PiS hingegen nur den zweiten Platz, weil diese Wählerklientel laut Umfrage Stabilität und Sicherheitsgefühl bevorzugt. Der Partei gelingt es wiederum, die Mehrheit der Stimmen bei den Ältesten zu mobilisieren, da ihnen eine („patriotische“) Symbolpolitik zuspricht. Auch sind sie sozialen Versprechen mehr zugeneigt.
Bei der Parlamentswahl 2015 lag die PiS dann in allen Altersgruppen auf dem ersten Platz, wobei ihr Stimmenanteil immer noch umso höher ausfiel je höher das Alter der Wähler war (unter 30-Jährige: 25,8 %; 60-Jährige und Ältere: 47,1 %). Der Anteil von Frauen und Männern ist ungefähr ausgeglichen (2014: 33 % zu 30,05 %; 2015: 38,3 % zu 37,1 %).
Bei den Nachwahlbefragungen 2014 identifizierten sich 15 % der PiS-Wähler als „entschieden rechts“, 37 % als „rechts“, 7 % als „Mitte-rechts“, 2 % als „Mitte-links“, 7 % als „links“ und 1 % als „entschieden links“. Die übrigen 31 % machten hierzu keine Aussage.
Im Bereich der Bildung ist das Muster ähnlich wie bei der Wahl 2007. Hier ist der Wähleranteil der Partei vorwiegend bei Menschen mit niedrigerem Bildungsstand groß und wird umso geringer je höher der erreichte Bildungsabschluss der Wähler ist. Bei der Parlamentswahl am 25. Oktober 2015 belegte sie allerdings auch bei der Gruppe der Hochschulabsolventen den ersten Platz und konnte die Führungsrolle der PO mit 29,1 % zu 26,8 % ablösen. Der Vorsprung fiel jedoch weit geringer aus als bei den Wählern, die höchstens einen Hauptschulabschluss hatten, hier holte die PiS 55 % der Stimmen.
Traditionell schneidet die PiS im Osten und Süden des Landes deutlich stärker ab als im Westen und Norden. Bemerkenswerterweise entsprach die Grenze zwischen den mehrheitlich PiS und den überwiegend PO wählenden Gebieten bei der Präsidentschaftswahl 2010 fast vollkommen der zwischen den russisch oder habsburgisch und den preußisch beherrschten Gebieten während der polnischen Teilung vor 1918. Im Volksmund und Presse ist vereinfachend auch von „Polen A“ (sozioökonomisch gut entwickelter, liberal wählender Westen) und „Polen B“ (weniger entwickelter, nationalkonservativer Osten) die Rede.